# Salignon (fromage)
Le salignon ou salignoun est un fromage valdôtain.

## Description
Le salignon est un fromage frais épicé assimilable à la ricotta, obtenu du sérum enrichi de lait ou de crème.
Il se sert avec de la miasse, des galettes maïs croustillantes, ou avec de la polente.

## Zone de production

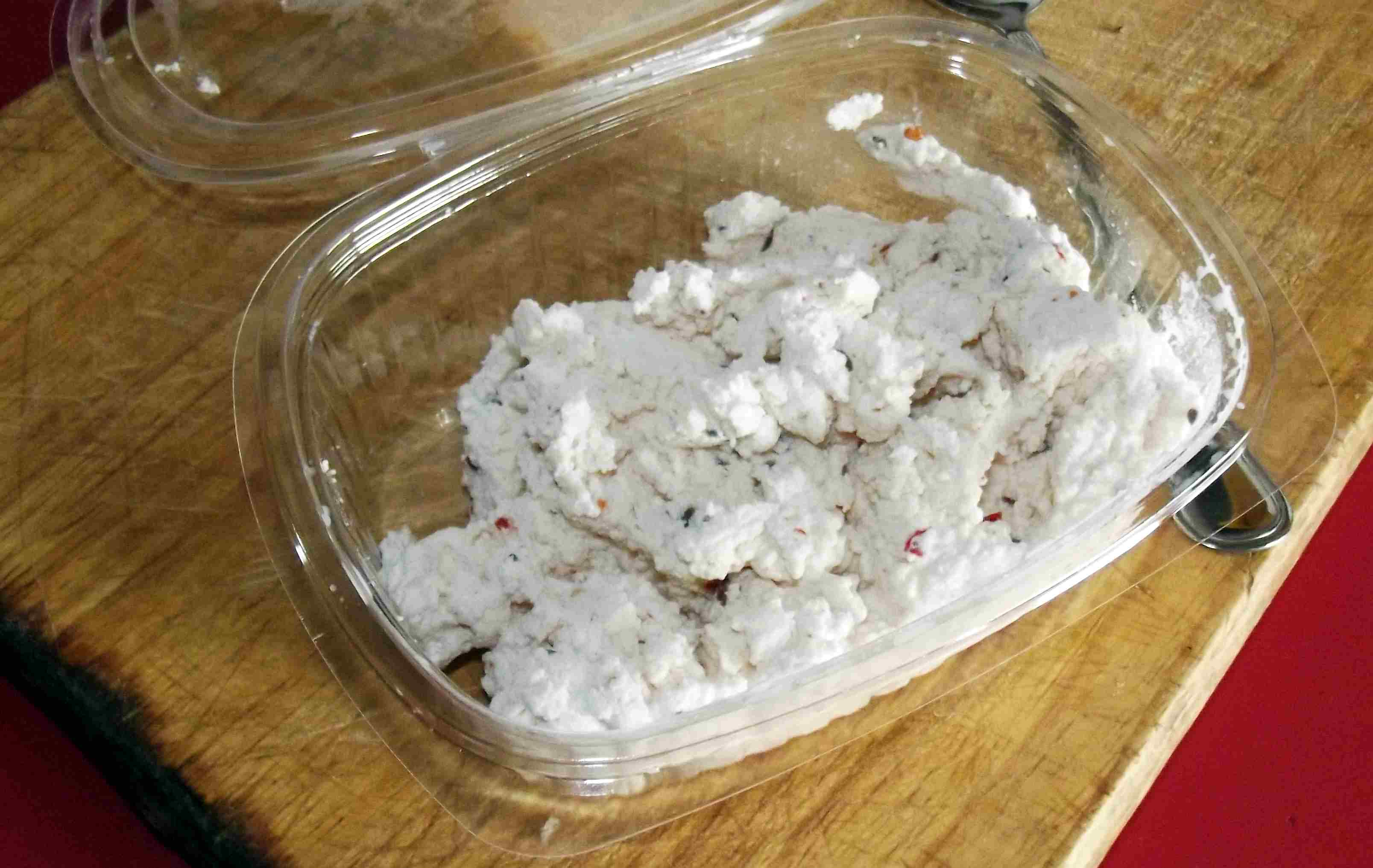
Salignon.

Le salignon se produit, avec de légères différences, en Vallée d'Aoste et dans le Piémont du Nord, en particulier dans le Valsesia.